# Joanna Łochowska
Joanna Łochowska (Zielona Góra, 17 de noviembre de 1988) es una deportista polaca que compite en halterofilia. Ganó cuatro medallas en el Campeonato Europeo de Halterofilia entre los años 2016 y 2019.

## Palmarés internacional
| Campeonato Europeo | Campeonato Europeo | Campeonato Europeo | Campeonato Europeo |
| Año                | Lugar              | Medalla            | Categoría          |
| ------------------ | ------------------ | ------------------ | ------------------ |
| 2016               | Førde (Noruega)    | Medalla de bronce  | 58 kg              |
| 2017               | Split (Croacia)    | Medalla de oro     | 53 kg              |
| 2018               | Bucarest (Rumania) | Medalla de oro     | 53 kg              |
| 2019               | Batumi (Georgia)   | Medalla de oro     | 55 kg              |